# MS-DOS
MS-DOS je operacijski sistem iz družine DOS, ki ga je razvilo podjetje Microsoft. V 1980-ih je bil prevladujoč operacijski sistem za PC in PC-kompatibilne računalnike. Na domačih računalnikih so ga postopno zamenjale različne različice operacijskega sistema MS Windows.
MS-DOS je bil izdan na trg leta 1981 in je bil do konca izdelovanja leta 2000 nadgrajen v osmih glavnih različicah. Microsoftu je uspelo prodreti na masovni trg predvsem z zelo ugodno ceno. Medtem, ko so konkurenčni operacijski sistemi takrat stali 300 in več ameriških dolarjev, je MS-DOS stal le okoli 39 USD. Zadnja samostojna različica MS-DOS-a je bila različica 6.22. Novejše različice so bile del operacijskih sistemov Windows 95, 98, 2000 in ME (Millennium Edition). Kasneje je Kitajska podružnica Microsofta izdala brezplačno različico 7.0 brez sistema Windows. MS-DOS je bil ključnega pomena za Microsoftovo rast od programskih jezikov do podjetja, ki razvija zelo raznoliko programsko opremo. 